# دجاج، ادلب
دجاج (به عربی: الدجاج) یک روستا در سوریه است که در ناحیه تمانعه واقع شده‌است. دجاج ۴۸۳ نفر جمعیت دارد.